# Club at the End of the Street
Club at the End of the Street – rytmiczna, wesoła piosenka Eltona Johna pochodząca z albumu Sleeping With the Past.
Piosenka opisuje noc w mieście, jaką para kochanków spędza w klubie nocnym, gdzie grana jest muzyka takich artystów jak: Otis Redding i Marvin Gaye. Teledysk do tej piosenki jest animowany. Wynikało to z faktu, że pianista był akurat zaangażowany w losy rodziny Ryana White'a – nastoletniego chłopca chorującego na AIDS. Firma wydawnicza domagała się teledysku, lecz Elton zdecydował się na spędzenie czasu z Ryanem. Latem 1990 singiel stał się hitem "top-twenty" w Stanach Zjednoczonych.

## Notowania
| Lista (1990)             | Pozycja szczytowa |
| ------------------------ | ----------------- |
| Australian Singles Chart | 19                |
| Austrian Singles Chart   | 30                |
| French Singles Chart     | 24                |
| UK Singles Chart         | 47                |
| UK Billboard Hot 100     | 28                |
| UK Billboard A/C         | 2                 |